# Typ Leuna
Die Tanker vom Typ Leuna waren eine Bauserie der Admiralitätswerft in Leningrad für den VEB Deutsche Seereederei Rostock (DSR).

## Geschichte
Der Bedarf der DDR-Wirtschaft an Treibstoffen erhöhte sich in der zweiten Hälfte der 1950er Jahre. Daher bestellte die DDR 1957 in der UdSSR fünf Motortanker. Das Typschiff Leuna-I, nach dem die Serie auch als Typ Leuna-I bezeichnet wird, wurde am 30. September 1958 in Dienst gestellt. Mit der Schwedt erfolgte am 20. Mai 1962 die Indienststellung des letzten der fünf Tanker.
Die Tanker liefen zum Ölimport zunächst vor allem die Häfen Odessa, Batumi, Tuapse und Noworossijsk im Schwarzen Meer an. Weitere Erdölhäfen waren der albanische Hafen Vlora sowie der lettische Hafen Ventspils. Später wurden auch Häfen im Persischen Golf und in Venezuela angelaufen.
Wegen ihrer Eisklasse A 1 wurden die Schiffe auch als Versorger für die Fang- und Verarbeitungsschiffe des Fischkombinats Rostock im Nordmeer eingesetzt. Vor Warnemünde wurden sie als Leichterschiffe für vollbeladene, auf Reede liegende Großtanker eingesetzt, die nach Leichterung den Rostocker Ölhafen anlaufen konnten. Weiterhin transportierten sie Öl vom Tanklager in Göteborg, das von der DDR gemietet worden war, nach Rostock.
Die Leuna-II wurde 1968 zum Erzfrachter umgebaut und fuhr anschließend bis 1986 als Dessau. Die Böhlen ging 1976 nach Grundberührung vor der Küste der Bretagne unter, wobei 26 Menschen umkamen. Die Leuna-I war bei ihrer Außerdienststellung 1981 durch die DSR der dienstälteste Tanker der Serie.

## Technik
Die Tanker wurden durch zwei kompressorlose, umsteuerbare Zweitakt-Schiffsdieselmotoren vom Typ Russki-Diesel angetrieben, die über ein gemeinsames Getriebe auf einen Propeller wirkten. Damit erreichten die Schiffe eine Dienstgeschwindigkeit von 12 Knoten.

## Die Schiffe
| Typ Leuna                    | Typ Leuna | Typ Leuna  | Typ Leuna   | Typ Leuna                                                       |
| Bauname                      | Baunummer | IMO-Nummer | Ablieferung | Spätere Namen und Verbleib                                      |
| ---------------------------- | --------- | ---------- | ----------- | --------------------------------------------------------------- |
| Leuna-I                      | 656       | 5207122    | 1958        | ab 1981 als Alexia, 1985 in Brownsville abgebrochen             |
| Leuna-II                     | 657       | 5207134    | 1958        | 1968 Umbau zum Erzfrachter Dessau, 1986 in Naantali abgebrochen |
| Zeitz                        | 663       | 5398177    | 1961        | 1993 in Aliaga abgebrochen                                      |
| Böhlen                       | 664       | 5047455    | 1961        | am 14. Oktober 1976 gesunken                                    |
| Schwedt                      | 665       | 5315632    | 1962        | 1983 in Sevilla abgebrochen                                     |
| Daten: Equasis, grosstonnage |           |            |             |                                                                 |